# کوپروم لوبین
کوپروم لوبین (انگلیسی: Cuprum Lubin) یک باشگاه والیبال در لهستان است که در پلاس لیگا به رقابت می پردازد.